# Всеволожский, Всеволод Алексеевич
Всеволод Алексеевич Всеволожский (1738—1797) — русский государственный деятель, действительный тайный советник (1795) и сенатор.

## Биография
Из дворянского рода Всеволожских. Родился в 1738 году в семье генерал-майора Алексея Степановича Всеволожского и его второй жены Марии Ивановны, урождённой Овцыной.
В 1762 году, в чине поручика лейб-гвардии Измайловского полка, вместе со своими братьями — Андреем и Сергеем и братьями Орловыми принял активное участие в перевороте, приведшем к свержению Петра III и восшествию на престол императрицы Екатерины Алексеевны. После этого все Всеволожские были осыпаны невероятно щедрыми императорскими милостями.
В частности, карьера Всеволода Алексеевича развивалась исключительно успешно: обер-прокурор Второго департамента Сената (1764), действительный камергер (1768), сенатор (1780), тайный советник (1784), кавалер ордена Святого Александра Невского (1794), действительный тайный советник (1795).
На деньги, пожалованные ему Екатериной, Всеволожский в 1773 году купил у баронессы Натальи Михайловны Строгановой Пожевской завод, на котором выплавлялись медь и железо (старый завод был затоплен Камским водохранилищем, перенесённый на новое место продолжал действовать до 2013 года), соляные промыслы вдоль реки Чусовой, в районе города Усолье, и ряд других, поместья в окрестностях Кунгура и Соликамска. Сделка обошлась Всеволожскому в 300 000 рублей серебром. В дальнейшем ещё приумножил своё состояние покупкой Стрелебного медного рудника на Урале.
В 1773 году был назначен членом суда над Емельяном Пугачёвым, от рук которого ранее погиб его брат Андрей, пензенский воевода, сгоревший в своём доме при взятии Пензы Пугачёвым. Первым из судей подписал смертный приговор Пугачёву. 
В 1775 году стал владельцем подмосковной усадьбы Середниково, где при нём был выстроен усадебный комплекс, связанный в дальнейшем с именем М. Ю. Лермонтова и хорошо сохранившийся до настоящего времени.
Скончался бездетным в 1797 году, после чего его огромное состояние стало предметом судебных разбирательств между племянниками.